# Giuseppe Vitucci
Giuseppe Vitucci, noto anche come Pino Vitucci (Bari, 4 ottobre 1950 – Bari, 25 gennaio 2018), è stato un lottatore allenatore di lotta italiano, specializzato nella lotta greco-romana.

## Biografia
Si è laureò in biologia presso l'Università degli Studi di Bari. Crebbe agonisticamente nella Società Ginnastica Andrea Angiulli di Bari. Venne allenato da Mario Bisignani.
Fu undici volte campione italiano assoluto di lotta greco-romana; la prima volta nel 1970 e l'ultima nel 1985.
Rappresentò l'Italia ai Giochi olimpici estivi di Montréal 1976 nella categoria degli 82 chilogrammi, dove non riuscì a conquistare medaglie.
Agli europei di Prievidza 1980 si classificò nono.
Dopo il ritiro dall'attività agonistica, divenne biologo presso il policlinico universitario di Bari. 
Fu allenatore presso la Società Ginnastica Andrea Angiulli di Bari, di cui fu anche direttore sportivo. Tra gli altri allenò il lottatore Fabio Parisi.

## Palmarès
- Campionati italiani assoluti di lotta greco-romana: 11

1970, 1972, 1973, 1975, 1976, 1977, 1978, 1980, 1981, 1982, 1985